# Gerardo Berjano
Gerardo Berjano Escobar (Oviedo, 3 de octubre de 1850-Oviedo, 6 de enero de 1924) fue un jurista, profesor, político y escritor español, alcalde de Oviedo durante la Restauración. 

## Biografía
Nacido en Oviedo el 3 de octubre de 1850, se doctoró en Derecho por la Universidad Central de Madrid, tras haberse licenciado previamente en la Universidad de Oviedo en 1870.
Después de renunciar a un cargo en la Capitanía General de la Isla de Cuba, se incorporó al claustro de profesores de la Universidad de Oviedo, llegando a ser decano de la Facultad de Derecho. Ejerció también la abogacía siendo decano del Colegio de Abogados de Oviedo. En el ámbito político, ejerció el cargo de concejal en varias ocasiones siendo alcalde de Oviedo a finales del siglo XIX. También fue diputado en la Diputación Provincial de Asturias por el distrito electoral de Infiesto-Laviana. Falleció en su ciudad natal el 6 de enero de 1924.
Hijo del también alcalde de Oviedo Carlos Berjano Fernández-Banciella, fue hermano del registrador de la propiedad Daniel Berjano Escobar y padre del ingeniero de minas y abogado Gerardo Berjano Prieto.